# 澳門守門員挑戰賽
澳門守門員挑戰賽（英語：Macau keeper battle）為吸引更多本澳足球新生代加入守門員行列，首屆在2022年5月8日舉行守門員挑戰賽。

## 歷史
賽事由澳門青少年足球學校及青年足球代表隊守門員教練楊鳳明，以及本地球隊賓菲加門將戴祖迪，兩人夥拍加義球員黃華麟聯合組織，首屆賽事合共吸引70名本地球員，挑戰者可參加青年及女子組、公開組以及甲乙組等多個組別。賽事負責人楊鳳明期望，透過賽事鼓勵更多青少年多做運動，同時亦希望藉着賽事，能讓更多球員感受做守門員的樂趣，發掘出有潛質的守門員，推動澳門足球整體發展。黃華麟期望未來能將賽事發展至每年兩次,豐富比賽內容之餘,同時更發展至嘉年華形式,吸引更多人參加比賽。
澳門足球守門員發展促進會在2024年1月5日成立，協會期望未來進一步推動澳門守門員的發展。該會公佈未來初步工作計劃，包括停辦一年再次舉辦守門員挑戰賽。楊鳳明指首屆賽事反應熱烈，協會初步預計在2月再次舉行，並計劃提供資助，讓澳門區代表參加香港區挑戰賽。賽事合共吸引50名本地球員參與，組別包括男子U10、14、19公開組、超級組及男、女子合組的U16。協會副會長戴祖迪表示，該會早前成立並以賽事為先行活動，希望藉賽事讓更多球員感受到做守門員的樂趣，發掘有潛質的守門員。今屆因甲組聯賽已開波，令公開組參與人數減少，但青少年參賽者卻有增長，高興越來越多青少年球員嘗試把關。

## 歷屆冠軍
| 年度   | 日期         | 場地             | 超級組冠軍 | 公開組冠軍 | U19冠軍        | U16+女子冠軍 | U14冠軍         | U10冠軍 |
| ------ | ------------ | ---------------- | ---------- | ---------- | -------------- | ------------ | --------------- | ------- |
| 第一屆 | 2022年5月8日 | 凱撒多功能運動場 | 哥爾斯     | 何智賢     | Solankar Mast  | Wong Hao Tak | Joanthan Durate |         |
| 第二屆 | 2024年3月9日 | 凱撒多功能運動場 | 黃加豪     | 甘慧斌     | Solankar Thapa | 黃厚悳       | Kei Ricketts    | 黎俊昊  |

## 相關
- 澳門足球總會

## 外部連結
- 澳門足球守門員發展促進會Facabook專頁